# Dub (Kotor, Crna Gora)
Dub je naselje u Boki kotorskoj, u općini Kotor. 

## Stanovništvo

### Nacionalni sastav po popisu 2003.[1]
- Srbi -  160
- Crnogorci -  52
- Bošnjaci -  7
- Hrvati -  5
- Slovenci - 1
- ostali -  5